# John Pierpont Morgan jr.

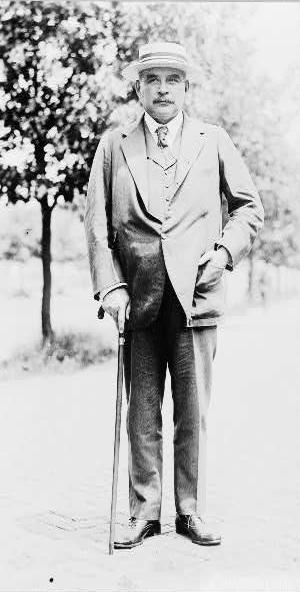
John Pierpont Morgan jr

John Pierpont (Jack) Morgan jr. (New York, 7 september 1867 – Boca Grande (Florida), 13 maart 1943) was een Amerikaanse bankier, oorlogsfinancier en filantroop. Hij was de zoon van bankmagnaat John Pierpont Morgan.

## Biografie

### Carrière
Jack Morgan studeerde aan de Harvard-universiteit, waar hij in 1886 zijn diploma haalde. Hij was hier tevens lid van Delta Phi en Delta Kappa Epsilon.
Morgan speelde een prominente rol in de financiële aspecten van de Eerste Wereldoorlog. Na de uitbraak van de oorlog leende hij 12 miljoen dollar aan Rusland. In 1915 leende hij 50 miljoen dollar aan Frankrijk. Alle munitie die door de Verenigde Staten en het Verenigd Koninkrijk werd gekocht voor de oorlog werd geleverd door zijn firma’s. In totaal leende Morgan 5 miljard dollar uit aan de Entente. Op 3 juli 1915 werd een aanslag op hem gepleegd door een professor van Duitse afkomst, Erich Münter, die de valse naam Frank Holt gebruikte, in zijn huis op Long Island. Morgan werd tweemaal geraakt door een kogel, maar overleefde het voorval en wist zijn aanvaller zelfs, met hulp van zijn butler, te overmeesteren. Erich Münter, alias Holt, vertelde later dat hij via de aanslag de Verenigde Staten wilde dwingen te stoppen met de levering van munitie aan Frankrijk, het Duitse Rijk en het Verenigd Koninkrijk.
Na de oorlog reisde Morgan een paar keer af naar Europa om de financiële situatie daar te analyseren. Hij was een van de bankiers die de Federale Reserves van Amerika steunde.

### Persoonlijk
In 1890 trouwde Morgan met Jane Norton Grew, de dochter van een bankier uit Boston. Samen kregen ze twee zonen (waaronder Henry Sturgis Morgan) en twee dochters.
Na de dood van zijn vader in 1913 erfde Morgan een groot deel van diens fortuin en bedrijven.
Morgan leek in een paar punten sterk op zijn vader. Zo had hij net als zijn vader een hekel aan publiciteit en zette hij diens filantropische ideeën voort. In 1924 richtte hij de Pierpont Morgan Library op als publiek instituut en als herdenking aan zijn vader J.P. Morgan.